# Оливник північний
Оли́вник північний (Hypsipetes longirostris) — вид горобцеподібних птахів родини бюльбюлевих (Pycnonotidae). Ендемік Індонезії. Раніше вважався конспецифічним із золотохвостим оливником. Виділяють низку підвидів.

## Підвиди
Виділяють шість підвидів, які деякі дослідники вважають окремими видами:
- H. l. platenae (Blasius, W, 1888) — острови Санґіхе[en][4];
- H. l. aureus (Walden, 1872) — острови Тоґіан[en][5];
- H. l. harterti (Stresemann, 1912) — острови Банґґаї[en][6];
- H. l. longirostris (Wallace, 1863) — острови Сула[en];
- H. l. chloris (Finsch, 1867) — острови Моротай[en], Хальмахера і Бачан[7];
- H. l. lucasi (Hartert, E, 1903) — острови Обі[en][8].

## Поширення і екологія
Північні оливники живуть у вологих рівнинних тропічних лісах.